# Тагылинский сельский округ
Тагылинский сельский округ (каз. Тағылы ауылдық округі) — административная единица в составе Шетского района Карагандинской области Казахстана. Административный центр — село Жумыскер.
Население — 1009 человек (2009; 1368 в 1999, 1611 у 1989).
Прежнее название села Койтас — Карасаз.

## Состав
В состав округа входят следующие населённые пункты:
| Населённый пункт    | Население, человек (1989) | Население, человек (1999) | Население, человек (2009) |
| ------------------- | ------------------------- | ------------------------- | ------------------------- |
| Жумыскер, село      | 991                       | 1007                      | 788                       |
| Койтас, село        | 289                       | 121                       | 89                        |
| Кызылту, село       | 234                       | 240                       | 132                       |
| Новый Комплекс село | 97                        | -                         | -                         |

### Зимовки
- с. Жумыскер
  1. зимовка Акмаганбет
  2. зимовка Ескібидайик
  3. зимовка Жанабидайик
  4. зимовка Караоба
  5. зимовка Кулак
  6. зимовка Мынкауга
  7. зимовка Сельтей
  8. зимовка Шетшокы
- с. Койтас
- с. Карасаз
- с. Костам
- с. Кызылту
  1. зимовка Аякала[5]